# Lijst van burgemeesters van 's-Heer Hendrikskinderen
Dit is een lijst van burgemeesters van de voormalige Nederlandse gemeente 's-Heer Hendrikskinderen tot die gemeente in 1857 opging in de gemeente 's-Heer Arendskerke.
| Ambtsperiode | Naam burgemeester           | Partij of stroming | Bijzonderheden                                                                      |
| ------------ | --------------------------- | ------------------ | ----------------------------------------------------------------------------------- |
| 18?? - 1840? | Cornelis (C.) van der Bliek |                    |                                                                                     |
| 1840? - 1850 | Johannis Cornelis Kakebeeke |                    |                                                                                     |
| 1850 - 1851  | Pieter Adriaan Hannewijk    |                    |                                                                                     |
| 1851 - 1853? | J. Vermeule                 |                    |                                                                                     |
| 1853 - 1854  | Leonard (L.) de Fouw Jz.    |                    | tevens burgemeester van 's-Heer Arendskerke (18??-1854)                             |
| 1854 - 1857  | Johan (J.P.I) Buteux        | liberaal           | tevens burgemeester van Heinkenszand (1856-1859) en 's-Heer Arendskerke (1854-1859) |